# Diskografie Johna Zorna

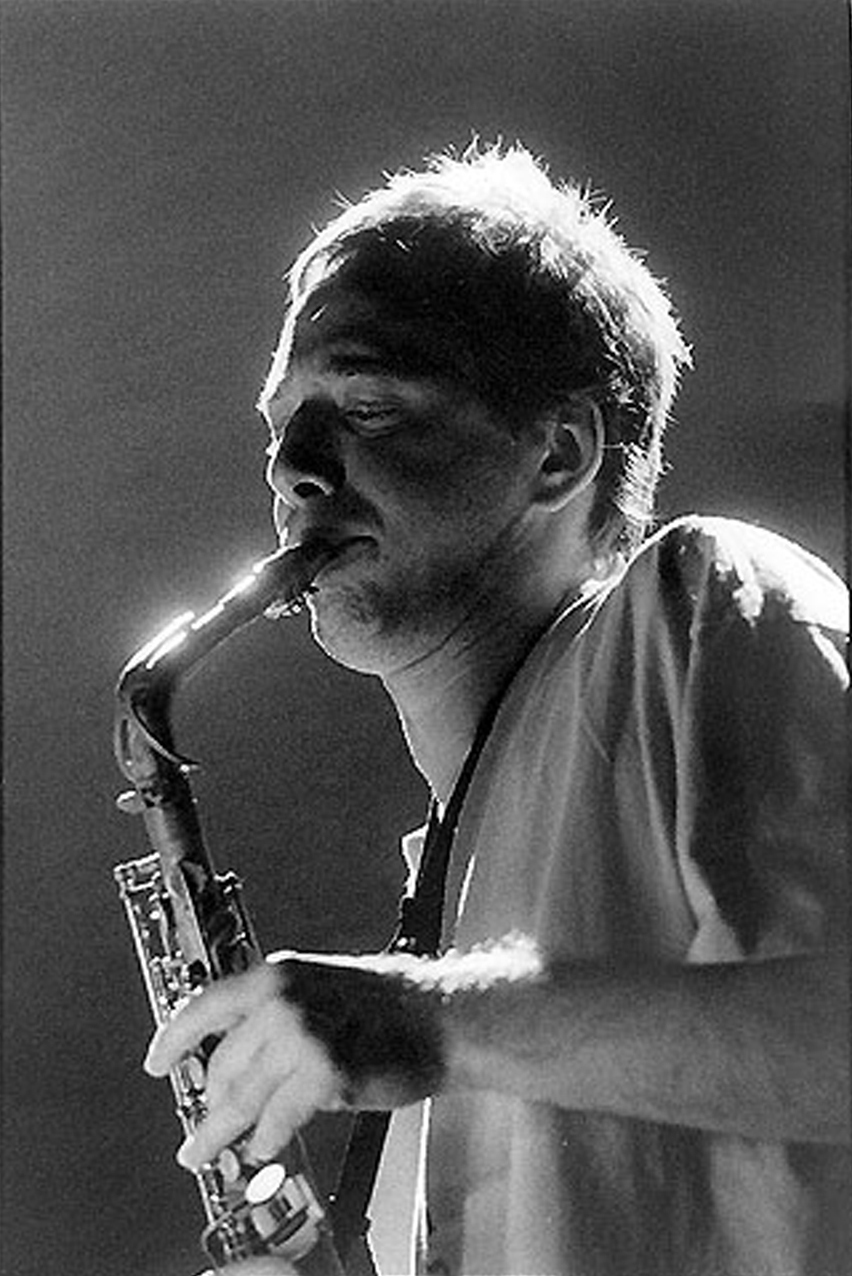
John Zorn

Toto je diskografie amerického multiinstrumentalisty Johna Zorna. Podílel se přibližně na 400 albech.

## Alba
- School (1978) − s Eugene Chadbournem
- In Memory of Nikki Arane (1980) − s Eugene Chadbournem
- The Classic Guide to Strategy: Volume 1 (1983)
- Locus Solus (1983, 1997)
- Yankees (1983) − s Derekem Baileym a Georgem Lewisem
- Ganryu Island (1984, 1998)
- The Classic Guide to Strategy: Volume 2 (1985)
- The Big Gundown (1985)
- Deadly Weapons (1986) − s Steve Beresfordem, Tonie Marshall a Davidem Toopem
- Voodoo (1986) − s The Sonny Clark Memorial Quartet
- Spillane (1987)
- News for Lulu (1988) − s Georgem Lewisem a Billem Frisellem
- Spy vs Spy: The Music of Ornette Coleman (1989)
- Elegy (1992)
- More News for Lulu (1992) − s Georgem Lewisem a Billem Frisellem
- Kristallnacht (1993)
- The Art of Memory (1994) − s Fredem Frithem
- First Recordings 1973 (1995)
- Zohar (1995) − s Yamantaka Eye
- Redbird (říjen 1995)
- Nani Nani (říjen 1995) s Yamantaka Eye
- The Book of Heads (říjen 1995)
- Harras (leden 1996) − s Derekem Baileym a Williamem Parkerem
- The Classic Guide to Strategy (1996)
- Duras: Duchamp (srpen 1997)
- New Traditions in East Asian Bar Bands (1997)
- Euclid's Nightmare (1997) − s Bobby Previtem
- Angelus Novus (leden 1998)
- Weird Little Boy (1998) − s projektem Weird Little Boy
- Downtown Lullaby (červenec 1998) − s Elliott Sharpem, Bobby Previtem a Wayne Horvitzem
- Aporias: Requia for Piano and Orchestra (září 1998)
- The Bribe (1998)
- Godard/Spillane (1999)
- The String Quartets (červenec 1999)
- Prelapse (září 1999) − s Prelapse
- Xu Feng (září 2000)
- Cartoon S/M (říjen 2000) 2CD
- Madness, Love and Mysticism (duben 2001)
- Songs from the Hermetic Theatre (červen 2001)
- IAO (květen 2002)
- Buck Jam Tonic (2003) − s Billem Laswellem a Tatsuya Nakamura
- Chimeras (duben 2003)
- Magick (září 2004)
- Naninani II (říjen 2004) − s Yamantaka Eye
- Rituals (únor 2005)
- Sanatorium Under the Sign of the Hourglass: A Tribute to Bruno Schultz (červen 2005)
- Mysterium (říjen 2005)
- The Stone: Issue One (únor 2006) − s Davem Douglasem, Robem Burgerem, Billem Laswellem, Mikem Pattonrm a Benem Perowskym
- Moonchild: Songs Without Words (květen 2006)
- Astronome (říjen 2006)
- Six Litanies for Heliogabalus (březen 2007)
- From Silence to Sorcery (červen 2007)
- The Stone: Issue Three (duben 2008) − s Lou Reedem a Laurie Anderson
- The Art of Memory II (květen 2008) − s Fredem Frithem
- The Crucible (listopad 2008)
- Alhambra Love Songs (duben 2009)
- Femina (2009)
- In Search of the Miraculous (únor 2010)
- Late Works (duben 2010) − s Fredem Frithem
- Dictée/Liber Novus (květen 2010)
- The Goddess - Music for the Ancient of Days (červen 2010)
- Ipsissimus (září 2010)
- What Thou Wilt (říjen 2010)
- Interzone (říjen 2010)
- Nova Express (březen 2011)
- The Satyr's Play / Cerberus (duben 2011)
- Enigmata (červen 2011)
- The Receiving Surfaces (červen 2011) − s Rova Saxophone Quartet
- At the Gates of Paradise (září 2011)
- A Dreamers Christmas (říjen 2011)
- Mount Analogue (leden 2012)
- The Gnostic Preludes (březen 2012)
- Nosferatu (duben 2012)
- Templars: In Sacred Blood (květen 2012)
- The Hermetic Organ (červen 2012)
- Rimbaud (srpen 2012)
- Arcana VI (srpen 2012)
- A Vision in Blakelight (září 2012)
- Music and Its Double (říjen 2012)
- The Concealed (listopad 2012)
- Lemma (únor 2013)
- The Mysteries (duben 2013)
- Dreamachines (červenec 2013)
- "@" (září 2013) − s Thurstonem Moorem
- On the Torment of Saints, The Casting of Spells and the Evocation of Spirits (listopad 2013)
- Shir Hashirim (prosinec 2013)
- In Lambeth: Visions from the Walled Garden of William Blake (prosinec 2013)
- The Hermetic Organ Vol. 2 (leden 2014)
- Psychomagia (leden 2014)
- The Alchemist (únor 2014)
- Fragmentations, Prayers and Interjections (březen 2014)
- In the Hall of Mirrors (květen 2014)
- Myth and Mythopoeia (červen 2014)
- On Leaves of Grass (srpen 2014)
- Valentine's Day (září 2014)
- The Song Project (listopad 2014)
- The Hermetic Organ 3: Pauols Hall, Huddersfield (leden 2015)
- Hen to Pan (únor 2015)
- Simulacrum (březen 2015)
- The True Discoveries of Witches And Demons (srpen 2015)
- Inferno (září 2015)
- The Hermetic Organ Vol. 4: St. Bart's, NYC (leden 2016)
- Madrigals (leden 2016)
- The Painted Bird (březen 2016)

## The Parachute Years(1997)
- Lacrosse (1977, 2000) 2CD
- Pool (1980, 2000)
- Hockey (1980, 2002)
- Archery (1981, 2001) 3CD

## Cobra
- Cobra (1987)
- John Zorn's Cobra: Live at the Knitting Factory (1992)
- John Zorn's Cobra: Tokyo Operations '94 (1994)
- Cobra: John Zorn's Game Pieces Volume 2 (2002)

## Série Music Romance
- Music for Children (Volume One, 1998)
- Taboo & Exile (Volume Two, 1999)
- The Gift (Volume Three, 2001)
- The Dreamers (Volume Four, 2008)
- O'o (Volume Five, 2009)
- Ipos: Book of Angels Volume 14 (Volume Six, 2010)

## Série Filmworks
- Filmworks I: 1986-1990 (1997)
- Filmworks II: Music for an Untitled Film by Walter Hill (1996)
- Filmworks III: 1990-1995 (1997)
- Filmworks IV: S&M + More (1997)
- Filmworks V: Tears of Ecstasy (1996)
- Filmworks VI: 1996 (1996)
- Filmworks VII: Cynical Hysterie Hour (1997)
- Filmworks VIII: 1997 (1998)
- Filmworks IX: Trembling Before G-d (2000)
- Filmworks X: In the Mirror of Maya Deren (2001)
- Filmworks XI: Secret Lives (2002)
- Filmworks XII: Three Documentaries (2002)
- Filmworks XIII: Invitation to a Suicide (2002)
- Filmworks XIV: Hiding and Seeking (2003)
- Filmworks XV: Protocols of Zion (2005)
- Filmworks XVI: Workingman's Death (2005)
- Filmworks XVII: Notes on Marie Menken/Ray Bandar: A Life with Skulls (2006)
- Filmworks XVIII: The Treatment (2006)
- Filmworks XIX: The Rain Horse (2008)
- Filmworks XX: Sholem Aleichem (2008)
- Filmworks XXI: Belle de Nature/The New Rijksmuseum (2008)
- Filmworks XXII: The Last Supper (2008)
- Filmworks XXIII: El General (2009)
- Filmworks XXIV: The Nobel Prizewinner (2010)
- Filmworks XXV: City of Slaughter/Schmatta/Beyond the Infinite (2013)

## SNaked City
- Naked City (1989)
- Torture Garden (1990)
- Grand Guignol (1992)
- Leng Tch'e (1992)
- Heretic (1992)
- Radio (1993)
- Absinthe (1993)
- Black Box (1996, collects Torture Garden & Leng Tch'e albums) 2xCD
- Naked City Live, Vol. 1: The Knitting Factory 1989 (2002)
- Naked City: The Complete Studio Recordings (2005)
- Black Box-20th Anniversary Edition: Torture Garden/Leng Tch'e (2010)

## sPainkiller
- Guts of a Virgin (1991) EP
- Buried Secrets (1992) EP
- Rituals: Live in Japan (1993)
- Execution Ground (1994)
- Collected Works (1997, Includes Guts of a Virgin, Buried Secrets, Execution Ground, Live in Osaka and bonus material) 4CD
- Guts of a Virgin/Buried Secrets (1998, kolekce dvou prvních EP)
- Talisman: Live in Nagoya (2002)
- 50th Birthday Celebration Volume 12 (2005, hostující zpěvák Mike Patton)
- The Prophecy (2013) koncertní album

## sHemophiliac
- Hemophiliac (2002)
- 50th Birthday Celebration Volume 6 (2004)

## sMasada
- Alef (1994)
- Beit (1994)
- Gimel (1994)
- Dalet (1995) EP
- Hei (1995)
- Vav (1995)
- Zayin (1996)
- Het (1997)
- Tet (1998)
- Yod (1998)
- Live in Taipei 1995 (1998)
- Live in Jerusalem 1994 (1999) 2CD
- Live in Middelheim 1999 (1999)
- Live in Sevilla 2000 (2000)
- Live at Tonic 2001 (2001)
- First Live 1993 (2002)
- 50th Birthday Celebration Volume 7 (2004)
- Sanhedrin 1994-1997 (2005) 2CD

## sElectric Masada
- 50th Birthday Celebration Volume 4 (2004)
- At the Mountains of Madness (2005) 2CD

## sMasada String Trio
- The Circle Maker (1998, Disc 1 by Masada String Trio, Disc 2 by Bar Kokhba Sextet) 2CD
- 50th Birthday Celebration Volume 1 (2004)
- Azazel: Book of Angels Volume 2 (2005)
- Haborym: Book of Angels Volume 16 (2010)

## sBar Kokhba Sextet
- Bar Kokhba (1996) 2CD
- The Circle Maker (1998, Disc 1 by Masada String Trio, Disc 2 by Bar Kokhba Sextet) 2CD
- 50th Birthday Celebration Volume 11 (2005)
- Lucifer: Book of Angels Volume 10 (2008)

## Série Masada
- Masada Anniversary Edition Vol. 1: Masada Guitars (2003)
- Masada Anniversary Edition Vol. 2: Voices in the Wilderness (2003)
- Masada Anniversary Edition Vol. 3: The Unknown Masada (2003)
- Masada Anniversary Edition Vol. 4: Masada Recital (2004)
- Masada Anniversary Edition Vol. 5: Masada Rock (2005)

## Série 50th Birthday Celebration
- 50th Birthday Celebration Volume 1 (Masada String Trio, 2004)
- 50th Birthday Celebration Volume 2 (Milford Graves/John Zorn, 2004)
- 50th Birthday Celebration Volume 3 (Locus Solus, 2004)
- 50th Birthday Celebration Volume 4 (Electric Masada, 2004)
- 50th Birthday Celebration Volume 5 (Fred Frith/John Zorn, 2004)
- 50th Birthday Celebration Volume 6 (Hemophiliac, 2004)
- 50th Birthday Celebration Volume 7 (Masada, 2004)
- 50th Birthday Celebration Volume 8 (Wadada Leo Smith/Susie Ibarra/John Zorn, 2004)
- 50th Birthday Celebration Volume 9: The Classic Guide to Strategy Volume Three (John Zorn, 2004)
- 50th Birthday Celebration Volume 10 (Yamantaka Eye/John Zorn, 2005)
- 50th Birthday Celebration Volume 11 (Bar Kokhba Sextet, 2005) 3CD
- 50th Birthday Celebration Volume 12 (Painkiller, 2005)

## Série Masada Book Two - The Book of Angels
- Astaroth: Book of Angels Volume 1 (Jamie Saft Trio, 2005)
- Azazel: Book of Angels Volume 2 (Masada String Trio, 2005)
- Malphas: Book of Angels Volume 3 (Mark Feldman & Sylvie Courvoisier, 2006)
- Orobas: Book of Angels Volume 4 (Koby Israelite, 2006)
- Balan: Book of Angels Volume 5 (The Cracow Klezmer Band, 2006)
- Moloch: Book of Angels Volume 6 (Uri Caine, 2006)
- Asmodeus: Book of Angels Volume 7 (Marc Ribot, 2007)
- Volac: Book of Angels Volume 8 (Erik Friedlander, 2007)
- Xaphan: Book of Angels Volume 9 (Secret Chiefs 3, 2008)
- Lucifer: Book of Angels Volume 10 (Bar Kokhba Sextet, 2008)
- Zaebos: Book of Angels Volume 11 (Medeski, Martin and Wood, 2008)
- Stolas: Book of Angels Volume 12 (Masada Quintet & Joe Lovano, 2009)
- Mycale: Book of Angels Volume 13 (Mycale, 2010)
- Ipos: Book of Angels Volume 14 (The Dreamers, 2010)
- Baal: Book of Angels Volume 15 (Ben Goldberg Quartet, 2010)
- Haborym: Book of Angels Volume 16 (Masada String Trio, 2010)
- Caym: Book of Angels Volume 17 (Cyro Baptista, 2011)
- Pruflas: Book of Angels Volume 18 (David Krakauer, 2012)
- Abraxas: Book of Angels Volume 19 (Shanir Ezra Blumenkranz, 2012)
- Tap: Book of Angels Volume 20 (Pat Metheny, 2013)
- Alastor: Book of Angels Volume 21 (Eyvind Kang, 2014)
- Adramelech: Book of Angels Volume 22 (Zion80, 2014)
- Aguares: Book of Angels Volume 23 (Roberto Juan Rodríguez, 2014)
- Amon: Book of Angels Volume 24 (Klezmerson, 2015)
- Gomory: Book of Angels Volume 25 (Mycale, 2015)
- Cerberus: Book of Angels Volume 26 (The Spike Orchestra, 2015)
- Flaga: Book of Angels Volume 27 (Flaga, 2016)
- Andras: Book of Angels Volume 28 (Nova Express Quintet, 2016)

## Podíl na albech jiných interpretů
- The Golden Palominos (The Golden Palominos - Anton Fier/Fred Frith/Bill Laswell/Arto Lindsay/John Zorn - 1983)
- Hallowed Ground (The Violent Femmes, 1984)
- Berlin Djungle (Peter Brötzmann Clarinet Project, 1984)
- That's The Way I Feel Now: A Tribute to Thelonious Monk (tribute album, 1984)
- Lost in the Stars: The Music of Kurt Weill (tribute album, 1985)
- The Godard Fans: Godard Ca Vous Chante? (tribute album, 1986)
- The Technology of Tears ()Fred Frith, 1988)
- Replicant Walk (Friction, 1988)
- Comme Des Garcons Vol. 1 ((Seigen Ono, 1988)
- Comme Des Garcons Vol. 2 ((Seigen Ono, 1989)
- Purged Specimen (Blind Idiot God, 1989)
- Square Dance (The Intergalactic Maiden Ballet, 1990)
- NekonoTopia NekonoMania (Seigen Ono, 1990)
- Live at the Knitting Factory Volume 3 (různí umělci, 1990)
- Winter Was Hard (by Kronos Quartet, 1990)
- Ignorance (Morrie
- Lo Flux Tube (by OLD, 1991)
- Mr. Bungle (Mr. Bungle, 1991)
- Possession (GOD, 1992)
- How I Got Over (God Is My Co-Pilot, 1992)
- We Insist? (Otomo Yoshihide, 1992)
- Welcome to Forbidden Paradise (Hoppy Kamiyama, 1992)
- Early Works (Ruins, 1992)
- Blue Planet Man (Big John Patton, 1993)
- Speed Yr Trip (God Is My Co-Pilot, 1993)
- Ground Zero (Ground Zero, 1993)
- Sacrifist (Praxis, 1994)
- Bar Del Mattatoio (Seigen Ono 1994)
- Peace On Earth (Music of John Coltrane) (Prima Materia, 1994)
- Mais (Marisa Monte, 1994)
- Minor Swing (John Patton, 1995)
- Signals for Tea (Steve Beresford, 1995)
- Hex Kitchen (Ikue Mori, 1995)
- State of the Union (různí umělci, 1996)
- Hsi-Yu Chi (David Shea, 1996)
- Vira Loucos (Cyro Baptista, 1996)
- Pranzo Oltranzista (Mike Patton, 1997)
- Great Jewish Music: Serge Gainsbourg (různí umělci, 1997)
- Shoe String Symphonettes (Marc Ribot, 1997)
- Busy Being Born (Gary Lucas, 1998)
- Cross Fire (Music Revelation Ensemble, 1998)
- Vision Volume One (různí umělci, 1998)
- Hallelujah, Anyway – Remembering Tom Cora (různí umělci, 1999)
- Paradiso (Seigen Ono, 2000)
- Satlah (Daniel Zamir, 2000)
- Street of Lost Brothers (Gary Lucas, 2000)
- Maria & Maria (Seigen Ono, 2001)
- Scientist at Work (Frank London, 2002)
- Children of Israel (Daniel Zamir, 2002)
- Beat the Donkey (Cyro Baptista, 2002)
- Irving Stone Memorial Concert (různí umělci, 2003)
- Cyborg Acoustics (Raz Mesinai, 2004)
- Lake Biwa (Wadada Leo Smith, 2004)
- Solo Works-The Lumina Recordings (Ned Rothenberg, 2006)
- For the Moment (Paul Brody, 2007)
- Inamorata (Method of Defiance, 2007)
- Eretz Hakodesh (Pissuk Rachav, 2009)
- Luminescence (Borah Bergman Trio, 2009)
- Utilitarian (Napalm Death, 2012)
- I Am the Last of All the Field That Fell: A Channel (Current 93, 2014)